# Hyper-ruralité
La notion d'hyper-ruralité désigne les territoires isolés, les plus éloignés des villes, et de très basse densité démographique de la France métropolitaine. Cette notion est proposée la première fois en 2014 par un rapport parlementaire du sénateur Alain Bertrand.
En 2022, une proposition est déposée à l’Assemblée Nationale par Pierre Morel-À-L'Huissier visant à la reconnaissance de cette notion.

## Description
Le rapport de 2014 identifie 250 bassins de vie hyper-ruraux, regroupant 5% de la population sur 26% du territoire national. Cette classification se fonde sur plusieurs critères : 

- L’enclavement, soit l’éloignement de ces territoires vis-à-vis des métropoles, bassins d’emploi, centres universitaires, etc. 

- La faible densité de population. 

- L’éloignement vis-à-vis des services du quotidien, et le manque d’équipement et de ressources.
Les bassins de vie hyper-ruraux concentrent la grande majorité des communes à faible densité de population, qui présentent également un temps d’accès aux services et à l’emploi nettement supérieur à la moyenne nationale. Sur le plan socio-économique, les bassins ont une population généralement à faible revenu et une moyenne d’âge élevée.
La notion d’hyper-ruralité est un outil conceptuel pour penser les inégalités territoriales et exiger une justice spatiale dans l’accès aux soins et aux services élémentaires pour les populations rurales.
Dans son rapport, Alain Bertrand propose un “pacte national pour l’hyper-ruralité” en 10 propositions, comportant entre autres: 

- L’obligation de la prise en compte de l'hyper-ruralité dans les lois et la planification. 

- La création d’un “guichet unique” dans chaque département comportant un territoire hyper-rural afin d’accompagner les projets sur ledit territoire. 

- La démétropolisation, soit un engagement de l’État à la délocalisation et à l’implantation d’activités et de services, afin de rééquilibrer leur présence sur le territoire.

## Dans la culture
Le livre de Sylvain Tesson « Sur les chemins noirs », paru en 2016, relate son périple à pied à travers la France hyper-rurale. Il est adapté au cinéma sous le même nom en 2023.